# Václav Mašek
Václav Mašek (ur. 21 marca 1941 w Pradze), czeski piłkarz, napastnik. Srebrny medalista MŚ 62. Długoletni zawodnik Sparty Praga.
Piłkarzem Sparty był w latach 1958–1970 oraz 1971–1974. Dwa razy był mistrzem Czechosłowacji (1965, 1967), sięgał po krajowy puchar. Grał także w praskich: Dukli (1970–1971) i Braniku (którego był wychowankiem).
W reprezentacji Czechosłowacji zagrał 16 razy i strzelił 5 goli. Debiutował 30 października 1960 w meczu z Holandią, ostatni raz zagrał w 1965. Podczas MŚ 62 wystąpił w jednym meczu grupowym. 7 czerwca Czechosłowacja przegrała 1:3 z Meksykiem, a Mašek strzelił honorową bramkę w pierwszych kilkunastu sekundach meczu. Do 2002 było to najszybsze trafienie w finałach, wyczyn Czecha poprawił Hakan Şükür.
Na początku lat 90. był prezesem Sparty.